# 2017 في فرنسا
فيما يلي قوائم الأحداث التي وقعت خلال عام 2017 في فرنسا.

## أحداث
- 3 فبراير – هجوم متحف اللوفر 2017
- 23 أبريل – الانتخابات الرئاسية الفرنسية 2017
- 19 يونيو – هجوم الشانزليزيه
- 20 أبريل – هجوم الشانزلزيه 2017

## سياسة

### تعيين في المنصب
- 6 يناير – مانويل فالس نائب فرنسي،نائب فرنسي.
- 22 أبريل – برونو لورو نائب فرنسي.
- 14 مايو – إيمانويل ماكرون رئيس فرنسا.
- 15 مايو – إدوار فيليب رئيس الوزراء الفرنسي.
- 17 مايو – جان إيف لودريان Minister of Europe and Foreign Affairs ‏.
- 17 مايو – جيرار كولومب وزير الداخلية.
- 17 مايو – فرنسوا بايرو وزير العدل.
- 17 مايو – فريدريك فيدال وزير التعليم العالي والبحث والابتكار [الإنجليزية]‏.
- 17 مايو – منير محجوبي Secretary of State for Digital Affairs ‏،نائب فرنسي.
- 16 يونيو – برنار كازنوف نائب فرنسي.
- 21 يونيو – إيف دانيال نائب فرنسي.
- 21 يونيو – باستين لشود نائب فرنسي.
- 21 يونيو – برونو لو مير نائب فرنسي.
- 21 يونيو – جان لاسال نائب فرنسي.
- 21 يونيو – جان لوك ميلونشون نائب فرنسي.
- 21 يونيو – ريشار فيرون نائب فرنسي.
- 21 يونيو – سيباستيان نادوت نائب فرنسي.
- 21 يونيو – سيدريك فيلاني نائب فرنسي.
- 21 يونيو – فرانسوا دو روجي نائب فرنسي.
- 21 يونيو – ماري جورج بوفيه نائب فرنسي.
- 21 يونيو – مارين لوبان نائب فرنسي.
- 1 سبتمبر – سيغولين رويال سفير فرنسا.

### انتهاء فترة المنصب
- 6 يناير – برونو لورو نائب فرنسي،وزير الداخلية،نائب فرنسي.
- 1 مايو – فريدريك فيدال رئيس جامعي  [لغات أخرى]‏.
- 10 مايو – أودري أزولاي يونسكو.
- 10 مايو – برنار كازنوف رئيس الوزراء الفرنسي،نائب فرنسي.
- 14 مايو – فرانسوا أولاند رئيس فرنسا.
- 15 مايو – جان إيف لودريان Minister of the Armed Forces (France) [الإنجليزية]‏.
- 20 مايو – إدوار فيليب رئيس بلدية،نائب فرنسي.
- 17 يونيو – برونو لو مير نائب فرنسي،نائب فرنسي.
- 17 يونيو – جيرار كولومب عضو مجلس الشيوخ الفرنسي.
- 17 يونيو – ريشار فيرون نائب فرنسي.
- 20 يونيو – اوريلي فيليبيتي نائب فرنسي.
- 20 يونيو – إليزابيث غيغو نائب فرنسي.
- 20 يونيو – إيف دانيال نائب فرنسي.
- 20 يونيو – بونوا أمون نائب فرنسي.
- 20 يونيو – بيرنارد أكوير نائب فرنسي.
- 20 يونيو – جان فرنسوا كوبيه نائب فرنسي.
- 20 يونيو – جان كلود بيريز نائب فرنسي.
- 20 يونيو – جان لاسال نائب فرنسي.
- 20 يونيو – فرانسوا دو روجي نائب فرنسي.
- 20 يونيو – فرنسوا فيون نائب فرنسي.
- 20 يونيو – لوران فوكييه نائب فرنسي.
- 20 يونيو – ماري جورج بوفيه نائب فرنسي.
- 20 يونيو – ماريون ماريشال لوبان نائب فرنسي.
- 20 يونيو – مانويل فالس نائب فرنسي.
- 20 يونيو – ناتالي كوسيوسكو موريزيت نائب فرنسي.
- 20 يونيو – نيكولا امالينا نائب فرنسي.
- 21 يونيو – فرنسوا بايرو وزير العدل.
- 21 يوليو – منير محجوبي نائب فرنسي.

## رياضة
- 1 يناير – دورة فرنسا المفتوحة 2017
- 29 يناير – سباق جائزة لا مارسيليس الكبرى 2017 الفائزون رومان كومبو، Thibault Ferasse [الإنجليزية]‏، ماكسيم بويه، آرثر فيشوت، ليليان كالجمان.
- 25 فبراير – كلاسيك سود أرديتشي 2017 الفائزون ماورو فينيتو، ماتيا كاتانيو، فرانسيسكو جافازي.
- 26 فبراير – لادهوم الكلاسيكي 2017 الفائزون آرثر فيشوت، يان باكيلانتس، Sébastien Delfosse [الإنجليزية]‏.
- 5 مارس – سباق جائزة ليليرس الكبرى 2017 الفائزون جوستين جوليس، توماس بودات، Yannis Yssaad [الإنجليزية]‏.
- 12 مارس – باريس تروا 2017 الفائزون Bert Van Lerberghe [الإنجليزية]‏، توماس بودات، Yannis Yssaad [الإنجليزية]‏.
- 18 مارس – لوار أتلانتيك الكلاسيكي 2017 الفائزون توماس بودات، لوران بيشون، هوغو هوفستيتر.
- 29 يناير – سباق جائزة لا مارسيليس الكبرى 2017 الفائزون رومان كومبو، Thibault Ferasse [الإنجليزية]‏، ماكسيم بويه، آرثر فيشوت، ليليان كالجمان.
- 31 مارس – روت أديلي 2017 الفائزون جوليان سيمون، سيريل غوتييه، لوران بيشون.
- 2 أبريل – لا رو تورانجيل 2017 الفائزون Flavien Dassonville [الإنجليزية]‏، أنتوني ديلابلاسي، Fabien Grellier [الإنجليزية]‏.
- 9 أبريل – سباق باريس روبيه 2017 الفائزون سيباستيان لانجفيلد، جريج فان أفرمت، زدينيك ستيبار.
- 11 أبريل – باريس-كاممبير 2017 الفائزون سامويل دومولين، Kévin Reza [الإنجليزية]‏، ناصر بوهاني.
- 13 أبريل – جائزة دينين الكبرى 2017 الفائزون ارنو ديمار، خوان سباستيان مولانو، ناصر بوهاني.
- 15 أبريل – طواف فينيستير 2017 الفائزون Julien Loubet [الإنجليزية]‏، جوليان سيمون، بيير لاتور.
- 17 أبريل – ترو-برو ليون 2017 الفائزون بنجامين جيرو، داميان جودين، فريدريك باكارت.
- 30 يوليو – بولينورماند 2017 الفائزون لوران بيشون، جون ليجراند بون، ألكسيس غوجيراد.
- 27 أغسطس – جي بي واست-فرنسا 2017 الفائزون سوني كولبريلي، ألكسندر كريستوف، إيليا فيفياني.
- 3 سبتمبر – جي بي دي فورميس 2017 الفائزون مارك ساريو، ناصر بوهاني، روديجر سليج.
- 8 أكتوبر – طواف باريس 2017 الفائزون نيكي تيربسترا، سورين كراغ أندرسن، ماتيو ترينتين.

## أفلام
من الأفلام التي صدرت هذه السنة في فرنسا:
- 1 يناير – البائع من إخراج أصغر فرهادي.
- 1 يناير – العزاء من إخراج سيريل مينيغوين.
- 1 يناير – بلا حب من إخراج أندري زفياغنسيف.
- 1 يناير – داليدا من إخراج ليزا أزويلوس.
- 1 يناير – رازيا من إخراج نبيل عيوش.
- 1 يناير – ربيع
- 1 يناير – ماذا حدث للاثنين من إخراج تومي وركولا.
- 1 يناير – نادني باسمك من إخراج لوكا غواداغنينو.
- 1 يناير – هي من إخراج بول فيرهويفن.
- 1 يناير – وفاة ستالين من إخراج أرماندو يانوتشي.
- 26 أبريل – أورور من إخراج بلاندين لينوار  [لغات أخرى]‏.[1]
- 17 مايو – المتسوق الشخصي من إخراج أوليفيير أساياس.
- 13 يوليو – دونكيرك من إخراج كريستوفر نولان.[2]
- 7 سبتمبر – جاكي من إخراج بابلو لاراين.
- 26 ديسمبر – ريزدنت إيفل: ذي فاينال شابتر من إخراج بول أندرسون.

## وفيات

### يناير
- 1 يناير – أحمد أبو سمرة (مواليد 1981)
- 6 يناير – بايزيد عثمان (مواليد 1924)
- 27 يناير – إيمانويل ريفا (مواليد 1927) ممثلة فرنسية.[3]

### فبراير
- 6 فبراير – روجر والكووياك (مواليد 1927) دراج فرنسي.[4]

### مارس
- 3 مارس – ريموند كوبا (مواليد 1931) لاعب كرة قدم فرنسي.[5]
- 9 مارس – أنتوني ديلهالي (مواليد 1982) متسابق دراجات نارية فرنسي.[6]
- 19 مارس – روجي بانجون (مواليد 1940) درّاج طريق فرنسي.[7]

### أبريل
- 25 أبريل – جيرار لومير (مواليد 1947)[8]

### مايو
- 8 مايو – سيسيل ديويت (مواليد 1922)
- 10 مايو – ايمانويل بيرنهايم (مواليد 1955)[9]
- 20 مايو – ألبرت بوفيت (مواليد 1930) دراج فرنسي.[10]
- 25 مايو – فريدريك ليبويي (مواليد 1918)[11]
- 28 مايو – جان مارك تيبو (مواليد 1923)[12]

### يونيو
- 7 يونيو – ميشيل مايلارد (مواليد 1952) لاعب كرة قدم فرنسي.[13]
- 14 يونيو – جاكيس فويكس (مواليد 1930) لاعب كرة قدم فرنسي.[14]
- 27 يونيو – ستيفان بايل (مواليد 1965) لاعب كرة قدم.[15]
- 30 يونيو – سيمون فاي (مواليد 1927) سياسية فرنسية.[16]

### يوليو
- 7 يوليو – بيريت بلوخ (مواليد 1928) فنانة فرنسية.[17]
- 7 يوليو – جان بيار برنارد (مواليد 1933) ممثل فرنسي.[18]
- 7 يوليو – غاي هاتشي (مواليد 1934) لاعب كرة قدم فرنسي.[19]
- 18 يوليو – ماكس جالو (مواليد 1932)[20]
- 20 يوليو – كلود ريتش (مواليد 1929) ممثل فرنسي.[21]
- 31 يوليو – جين مورو (مواليد 1928)[22]

### أغسطس
- 1 أغسطس – جيروم جولمارد (مواليد 1973) لاعب كرة مضرب فرنسي.[23]
- 28 أغسطس – ميريل دارك (مواليد 1938)[24]

### سبتمبر
- 8 سبتمبر – بيير بيرج (مواليد 1930) رجل أعمال فرنسي.[25]
- 17 سبتمبر – فرد مور (مواليد 1920) سياسي فرنسي.[26]
- 21 سبتمبر – ليليان بيتنكور (مواليد 1922)[27]
- 26 سبتمبر – ريتشارد باوتشر (مواليد 1932) لاعب كرة قدم.

### أكتوبر
- 9 أكتوبر – جان روشفور (مواليد 1930) ممثل فرنسي.[28]

### نوفمبر
- 8 نوفمبر – روجر جرينيه (مواليد 1919)[29]

### ديسمبر
- 5 ديسمبر – جاك سيمون (مواليد 1941) لاعب كرة قدم فرنسي.[30]
- 5 ديسمبر – جان دورميسون (مواليد 1925) روائي فرنسي.[31]
- 6 ديسمبر – جوني هوليداي (مواليد 1943)[32]